# Parroquia de Westmoreland
Westmoreland es la parroquia más occidental de Jamaica. Está localizada en el oeste de la isla, al sur de Hanover, al suroeste de Saint James y al noroeste de Saint Elizabeth, en el condado de Cornwall. La capital y pueblo principal es Savanna-la-Mar. Negril, un famoso destino turístico, también está situado dentro de la parroquia.

## Esbozo histórico
Los primeros habitantes del actual Westmoreland eran indios arahuacos y siboney. Los Siboney fueron los primeros en llegar a la isla desde la costa de Sudamérica aproximadamente en el año 500 a. C. Con la llegada de los europeos, a los Siboney se los conoció también por el nombre de "hombres de las cuevas", ya que vivían en los acantilados de Negril.
El primer contacto de la región con colonizadores españoles se dio cuando Cristóbal Colón hizo una parada en Westmoreland en su segundo viaje, antes de establecer uno de los primeros asentamientos españoles en América en lo que es hoy en día es Bluefields, Nicaragua.
La parroquia fue denominada Westmoreland en 1703, porque fue el punto más en el oeste en la isla.
En 1938, revueltas en el Frome azúcar propiedad (house)|estate, cambió el curso de la historia de Jamaica. Los cambios que despertaron estos disturbios llevaron al sufragio universal el derecho al voto en 1944, así como a una nueva constitución, que puso Jamaica en el camino del autogobierno y finalmente la independencia. Los dos héroes nacionales, Señor Alexander Bustamante y Washington Manley normando, surgieron como líderes politician|political.

## Contexto geográfico
Westmoreland tiene un área de 807 kilómetros cuadrados (311 hacer miles), siendo la octava parroquia más grande de Jamaica. La población de Westmoreland de 141.000 es hecha de un porcentaje grande de Indians, que son los descendientes de Trabajadores de sirviente|Indentured de Indentured que vinieron a Jamaica de la India para trabajar después de la esclavitud. Los descendientes son conocidos localmente en la parroquia como "Real" a causa de su herencia india. 
Hay más de 10 000 acres (40 km²) del lío la tierra, la parte más grande es llamada el Gran Lío. Esto contiene planta y la materia animal reunió sobre siglos. El lío puede ser minado como turba, una fuente excelente de energía, y de sirve también como un natural santuario para jamaiquino fauna. El área restante consiste en varias colinas de la elevación moderada, y de aluvial plains por la costa. 
Hay numerosos ríos en la parroquia. El Río de Cabaritta, que tener 39,7 kilómetros de longitud, desagua la Llanura de George y puede acomodar los barcos que pesan hasta ocho tons. Otros ríos incluyen el Río de Negril, Nueva Sabana, Morgan, el Intestino, Smithfield, Bowens, Bluefields, los Petirrojos, Rugir, Gran y el Decano.

## Comercio
A consecuencia de las llanuras fértiles, la parroquia prospera en la agricultura, principalmente caña de azúcar, motor del empleo local. Otros productos agrícolas incluyen bananas, café, jengibre, cacao, pimiento, miel, arroz, y fruto del árbol del pan. 
También hay ganadería, con la cría de caballos y mulas. También hay pesca: hay 19 playas con más de 90 barcos. La fabricación es el tercer sector más grande. Los artículos fabricados incluyen alimentos y bebidas, tabaco, comidas de animal y los productos textiles. 
Negril es uno de los principales destinos turísticos en Jamaica. Desde los años cincuenta, el turismo ha sido el único sector rápidamente creciente.